# Ludi Saeculares
I Ludi Saeculares (it. Giochi Secolari, originariamente Ludi Tarentini) erano una celebrazione religiosa, che comportava sacrifici e spettacoli teatrali, tenuti nell'antica Roma per tre giorni e tre notti che delimitava la fine di un saeculum (secolo) e l'inizio del successivo. Un saeculum, presumibilmente la massima lunghezza possibile della vita umana, era considerato durare tra i 100 ed i 110 anni.
Alcuni autori antichi hanno riportato indietro nel tempo le celebrazioni ufficiali dei Giochi al 509 a.C., ma le uniche celebrazioni chiaramente attestate sotto la Repubblica romana ebbero luogo nel 249 e nel 140 a.C. circa.
I Giochi tornarono a svolgersi nel 17 a.C., sotto la spinta del primo imperatore di Roma, Augusto, mentre gli imperatori successivi tennero celebrazioni negli anni 88 e 204, ad intervalli di circa 110 anni. I giochi si svolsero anche sotto Claudio nell'anno 47 per celebrare l'ottocentesimo anniversario dalla fondazione di Roma, che condusse ad un secondo ciclo di Giochi, nel 148 e nel 248, che vennero infine abbandonati con l'avvento degli imperatori cristiani.

## La Repubblica
Secondo la mitologia romana, i Ludi Saeculares ebbero origine con un sabino chiamato Valesius, antenato della Gens Valeria. Quando i suoi bambini si ammalarono seriamente, egli pregò i propri dei di curarli offrendo in cambio la sua vita. Una voce gli disse di portarli al Tarentum e di dargli da bere acqua del fiume Tevere, scaldata su un altare di Dis Pater (Dite) e di Proserpina, divinità degli inferi. Presumendo di dover viaggiare fino alla colonia greca di Taranto, nell'Italia meridionale, intraprese il viaggio con i suoi bambini. Navigando lungo il Tevere, gli fu ordinato da una voce di fermarsi al Campo Marzio, proprio in un luogo che si chiamava Tarentum. Quando scaldò l'acqua del fiume e la diede ai bambini, essi guarirono miracolosamente e si addormentarono. Quando poi si svegliarono, informarono Valesius che era apparsa loro in sogno una sagoma e gli aveva detto di fare sacrifici a Dite e Proserpina. Scavando, Valesius trovò che un altare a quelle divinità era stato seppellito in quel luogo, e compì il rituale come gli era stato indicato.
Le celebrazioni dei Giochi sotto la Repubblica romana sono scarsamente documentate. Anche se alcuni storici romani li fanno risalire indietro nel tempo al 509 a.C., alcuni studiosi moderni considerano che la prima celebrazione ben documentata ebbe luogo nel 249 a.C., durante la prima guerra punica. Secondo Varrone, un letterato del I secolo a.C., i Giochi vennero introdotti dopo che una serie di presagi condusse alla consultazione dei Libri sibillini da parte dei quindecemviri. Secondo le istruzioni contenute in questi libri, vennero offerti sacrifici a Tarentum, presso il Campo Marzio, per tre notti, alle divinità infernali di Dite e Proserpina. Varrone afferma anche che venne fatto il voto di far ripetere i Giochi ogni cento anni, ed effettivamente un'altra celebrazione ebbe luogo nel 149 o nel 146 a.C., al tempo della terza guerra punica. Comunque, Beard, North e Price suggeriscono che i Giochi del 249 e quelli del 140 a.C. si tennero entrambi sotto la pressione diretta della guerra, e che fu solamente in quest'ultima occasione che vennero ad essere considerati come una celebrazione centennale regolare. Questa sequenza avrebbe condotto ad una celebrazione nell'anno 49 a.C., ma a quanto pare le guerre civili lo impedirono.

## Augusto
Nel 17 a.C. i Giochi ricevettero nuovo impulso dal primo imperatore di Roma, Augusto. La data fu motivata da un oracolo riportato nei Libri sibillini, che imponeva che i Giochi venissero celebrati ogni 110 anni, e da una nuova ricostruzione della storia repubblicana dei Giochi che ne colloca la prima celebrazione nel 456 a.C. Prima dei Giochi stessi, degli araldi andarono in giro per la città ad invitare il popolo ad "uno spettacolo a cui non avevano mai assistito e mai avrebbero rivisto in futuro". I quindecimviri si riunirono sul Campidoglio e nel tempio di Apollo Palatino, e distribuirono gratuitamente ai cittadini torce, zolfo ed asfalto, da bruciare come mezzo di purificazione (questi rituali potrebbero esser stati mutuati da quelli in uso nei Parilia, le feste per l'anniversario della fondazione di Roma). Vennero fatte anche offerte di grano, orzo e legumi.
Il Senato decretò che un'iscrizione dei Giochi dovesse essere realizzata al Tarentum, affinché giungesse ai posteri per documentare il procedimento. I sacrifici notturni non venivano fatti alle divinità infere Dite e Proserpina, ma alle Parche (o Fatae), ad Ilizia (la dea del parto) e a Tellus (la Madre Terra). Queste erano "divinità più benefiche, che ciononostante condividevano con Dite e Proserpina la duplice caratteristica di essere greche nella classificazione linguistica e senza culto nello Stato romano". Questi sacrifici notturni alle divinità greche del Campo Marzio si avvicendavano con i sacrifici diurni alle divinità romane sui colli Campidoglio e Palatino.
| Data      | Periodo | Luogo        | Divinità             | Sacrifici                               |
| --------- | ------- | ------------ | -------------------- | --------------------------------------- |
| 31 maggio | Notte   | Campo Marzio | Parche               | 9 agnelli femmine e 9 capre femmine     |
| 1º giugno | Giorno  | Campidoglio  | Giove                | 2 tori                                  |
| 1º giugno | Notte   | Campo Marzio | Ilizie               | 27 liba (9 pezzi per ognuno dei 3 tipi) |
| 2 giugno  | Giorno  | Campidoglio  | Giunone              | 2 vacche                                |
| 2 giugno  | Notte   | Campo Marzio | Tellus (Madre Terra) | una scrofa gravida                      |
| 3 giugno  | Giorno  | Palatino     | Apollo e Diana       | 27 liba (9 pezzi per ognuno dei 3 tipi) |

I ruoli chiave vennero svolti da Augusto e dal suo genero Marco Vipsanio Agrippa, in qualità di membri dei quindecimviri; Augusto partecipava da solo ai sacrifici notturni ma era accompagnato dal genero in quelli diurni. Dopo i sacrifici del 3 giugno, cori di ventisette ragazzi e ventisette ragazze cantarono il Carmen Saeculare, composto per l'occasione dal poeta Orazio. Questo inno veniva cantato sia sul Palatino che poi sul Campidoglio, ma le sue parole si concentravano sulle divinità palatine Apollo e Diana, che erano accomunate più strettamente con Augusto. L'inno aggiunge un ulteriore livello di complessità all'alternanza dei sacrifici tra divinità greche e romane, rivolgendosi alle divinità greche mediante nomi latini.
Ogni sacrificio era seguito da spettacoli teatrali. Una volta che i sacrifici di maggior rilievo erano terminati, i giorni tra il 5 e l'11 giugno erano dedicati alle commedie greche e latine, mentre il 12 giugno si svolgevano le corse dei carri e l'esposizione dei trofei di caccia.

## Il periodo imperiale
| Domiziano: Æ Asse                                                               | Domiziano: Æ Asse |
| ------------------------------------------------------------------------------- | --- |
|                                                                                 | |
| IMP CAESAR DOMIT AUG GERM P M TR P VIII IMP XVIII (?), testa laureata a destra. | COS XIIII LVD SAEC FEC, Domiziano in piedi a sinistra, tiene in mano una patera e sacrifica sopra un altare; a sinistra un suonatore di arpa ed uno di flauto, di fronte all'imperatore, un tempio sullo sfondo; S C in esergo. |
| 28 mm, 9.91 gr, 6 h; coniato nell'88 presso la zecca di Roma.                   | |

I Giochi continuarono ad essere celebrati sotto i successivi imperatori, ma vennero usati due diversi sistemi di calcolo per determinarne le date. Claudio li tenne nell'anno 47, per celebrare l'ottocentesimo anno dalla fondazione di Roma. Secondo Svetonio, l'annuncio degli araldi di un spettacolo "che nessuno mai aveva visto prima o mai avrebbe visto in futuro" rallegrò gli uditori, alcuni dei quali avevano già presenziato ai Giochi tenutisi sotto Augusto.
Sotto gli imperatori successivi, i Giochi vennero celebrati sia col sistema di Augusto che col sistema di Claudio. Domiziano tenne i suoi nell'anno 88, presumibilmente 110 anni dopo una celebrazione augustea prevista nel 22 a.C., e ad esso seguirono quelli di Settimio Severo nel 204, ovvero 220 anni dopo l'effettiva celebrazione augustea. In entrambe le occasioni la procedura usato nel 17 a.C. fu seguita fedelmente e un'iscrizione dei Giochi fu realizzata come quella di Augusto. Antonino Pio nel 148, Settimio Severo nel 214 e Filippo l'Arabo nel 248 seguirono Claudio nel celebrare gli anniversari dei 100 anni dalla fondazione di Roma. Ciò comportò dei rituali svolti al Tempio di Venere e Roma invece che al Tarentum, e la data fu probabilmente cambiata al 21 aprile, i Parilia.

## La fine dei Ludi
Sotto la dinastia di imperatori cristiani fondata da Costantino i templi pagani vennero chiusi e di conseguenza non si tennero più i Ludi Saeculares, considerati ormai da molti mere superstizioni. Lo storico pagano Zosimo (fl. 498-518), che scrisse il resoconto esistente più particolareggiato dei Giochi, diede la colpa della decadenza dell'Impero romano all'abbandono di questo rituale tradizionale.